# Провадийско македонско благотворително братство
Провадийското македонско дружество е местно дружество на Македоно-одринската организация в град Провадия, Княжество България, по-късно част от Съюза на македонските емигрантски организации.

## История
На Първия македонски конгрес, провел се в София на 19 – 28 март 1895 година, е основана Македонската организация, която бързо започва да образува клонове в цялата страна. Дружеството в Провадия е основано през пролетта на 1895 година. Пръв председател е Рафаил Столев от Вратница, Тетовско.
Дружеството участва активно в дейността на Организацията. На Втория конгрес от 3 до 16 декември 1895 година делегат е Илия Стоилов, на Петия конгрес от 26 до 29 юли 1898 година делегат е Никола Мушмов, на Шестия конгрес от 1 до 5 май 1899 година делегат е Григор Гърличков, на Седмия конгрес от 30 юли до 5 август 1900 година делегати са Рафаил Столев и Стефан Въжаров и на Осмия конгрес от 4 до 7 април 1901 година делегат е Атанас Мурджев.
След Първата световна война дружеството е възстановено като благотворително братство, част от Съюза на македонските емигрантски организации. Делегат от Провадия на обединителния конгрес на СМЕО и МФРО от януари 1923 година е Л. Монов. На 8 март 1925 година са събрани от Нишо Ставрев общо 23 души, които поставят началото на братството. В настоятелството влизат Петър Капричев (председател), Коста Андреев (подпредседател), Борис Аргиров (секретар), а Г. Попов и Н. Ставрев са съветници. Председател на контролната комисия е А. Темелков. По-късно е избрано ново ръководство с председател Григор Иванов Янев, подпредседател е Никола Лазаров Лочев, Сребро Попов Христов е секретар, Борис Иванов Аргиров е касиер, Димитър Кузманов Димитров, Добри Георгиев Попов и Коста Попнацев са съветници. В контролната комисия влизат Коста Андреев Костов (председател), Васил Стефанов Калешев и Александър Нед. Аврамов са членове.
В средата на 1925 година се основава и Младежко македонско благотворително просветно дружество „Александър Протогеров“ с настоятелство Коста Аргиров (председател), Андрей Костов (подпредседател), Крум Капричев (секретар), Сребро Попов (касиер). А в контролната комисия влизат Добри Попов, Деко Романов и Димитър Аргиров.
На 31 декември 1925 година е избрано настоятелство на братството в състав Петър Капричев (председател), Коста Андреев (подпредседател), Борис Аргиров (секретар касиер), а съветници са д-р Никола Бръзицов, Ламбо Ставрев и Георги Попов.